# گاکو شیباساکی
گاکو شیباساکی (ژاپنی: 岳 柴崎؛ زادهٔ ۲۸ مهٔ ۱۹۹۲) بازیکن فوتبال اهل ژاپن است.که در باشگاه فوتبال کاشیما آنتلرز ژاپن بازی می‌کند.
وی سابقه ۶۰ بازی در تیم ملی فوتبال ژاپن را در کارنامه دارد.